# 長島 (堪薩斯州)
長島（英語：Long Island）是一個位於美國堪薩斯州菲利普斯縣的城市。

## 地方資料
根據2020年美國人口普查的數據，長島的面積為1.14平方千米，當中陸地面積為1.14平方千米，而水域面積為0.00平方千米。當地共有人口137人，而人口密度為每平方千米120.18人。